# Châtillon-en-Vendelais
Châtillon-en-Vendelais település Franciaországban, Ille-et-Vilaine megyében. Lakosainak száma 1738 fő (2022. január 1.). Châtillon-en-Vendelais Parcé, Saint-Christophe-des-Bois, Balazé, Montautour, Montreuil-des-Landes, Princé és Luitré-Dompierre községekkel határos.

## Népesség
A település népességének változása:
| Lakosok száma | 1168 | 1394 | 1526 | 1649 | 1719 | 1700 | 1679 | 1675 | 1664 | 1738 |
|               | 1968 | 1982 | 1990 | 2006 | 2013 | 2015 | 2017 | 2019 | 2020 | 2022 |